# Essential Yello
Albums de Yello
Baby
(1991) Zebra
(1994)
Essential Yello est la deuxième compilation du groupe de musique électronique suisse Yello, six ans après 1980-1985 The New Mix in One Go. À la différence de ce dernier, Essential Yello ne contient pas de remix, seulement quelques titres édités pour l'occasion. Il est sorti en 1993, parallèlement à une VHS portant le même nom et contenant les clips de ces différents titres. L'album est ressorti en novembre 1995 avec deux titres supplémentaire, dont leur version de Jingle Bells, enregistré à l'occasion de leur participation à la bande-son du film Super Noël. Ce best-of est alors re-sorti sous le titre Essential Christmas.

## Pistes de l'album
Sans indications contraires, les pistes sont les mêmes que celles éditées sur les précédents albums de Yello.
| 1.    | Oh Yeah (Version du clip/du single (1987))                           | 3:05 |
| 2.    | The Race (Version du single)                                         | 3:15 |
| 3.    | Drive/Driven                                                         | 4:11 |
| 4.    | Rubberbandman                                                        | 3:35 |
| 5.    | Vicious Games                                                        | 4:19 |
| 6.    | Tied Up (Version éditée tirée du single)                             | 3:32 |
| 7.    | Lost Again                                                           | 4:19 |
| 8.    | I Love You (Version de l'album 1980-1985 The New Mix in One Go)      | 4:05 |
| 9.    | Of Course I'm Lying (Version éditée tirée du single)                 | 3:50 |
| 10.   | Pinball Cha Cha (Version de l'album 1980-1985 The New Mix in One Go) | 3:33 |
| 11.   | Bostich (Version remixée du 33 tours)                                | 4:35 |
| 12.   | Desire                                                               | 3:40 |
| 13.   | Jungle Bill (Version éditée inédite)                                 | 3:35 |
| 14.   | Call It Love (Version éditée tirée du single)                        | 4:05 |
| 15.   | Goldrush                                                             | 4:20 |
| 16.   | The Rhythm Divine (Version de 1992)                                  | 4:20 |
| 62:31 |                                                                      |      |

### Pistes supplémentaires
Deux pistes supplémentaires sont disponibles sur la réédition de 1995 de cet album, renommé pour l'occasion Essential Christmas :
| No  | Titre                                                         | Durée |
| --- | ------------------------------------------------------------- | ----- |
| 17. | Tremendous Pain                                               | 3:58  |
| 18. | Jingle Bells (Tiré de la bande-son du film Super Noël (1995)) | 2:58  |

## Crédit de traduction
- (en) Cet article est partiellement ou en totalité issu de l’article de Wikipédia en anglais intitulé « Essential Yello » (voir la liste des auteurs).